# Howie Shannon
Howard (Howie) Payne Shannon (Manhattan, Kansas, 10 de juny de 1923 - Plano, Texas, 16 d'agost de 1995) fou un jugador de bàsquet nord-americà que va jugar durant 2 temporades en l'NBA. Amb 1,88 metres d'altura, jugava en la posició d'escorta.

## Trajectòria esportiva

### Universitat
Va jugar durant una temporada amb els Mean Green de la Universitat del Nord de Texas, i al final de la Segona Guerra Mundial una altra més amb els Wildcats de la Universitat Estatal de Kansas.

### Professional
Va ser triat en la primera posició del Draft de la BAA de 1949 per Providence Steamrollers, amb els quals en la seva primera temporada va aconseguir el llavors títol oficiós de rookie de l'any. Aquesta temporada va fer una mitjana de 13,4 punts i 2,3 assistències. A l'any següent va ser fitxat per Boston Celtics, en la qual va anar la seva última temporada com a professional. En el total de la seva curta carrera en l'NBA va fer una mitjana de 10,8 punts i 2,5 assistències per partit.

### Entrenador
El 1964 es fa càrrec de la banqueta de l'equip de l'NCAA de la Universitat de Virginia Tech, càrrec en el qual roman durant set temporades, amb un 60 % de victòries.

#### Estadístiques com a entrenador
| Temporada | Equip         | Victòries | Derrotes | %    |
| --------- | ------------- | --------- | -------- | ---- |
| 1970-1971 | Virginia Tech | 14        | 11       | 56.0 |
| 1969-1970 | Virginia Tech | 10        | 12       | 45.5 |
| 1968-1969 | Virginia Tech | 14        | 12       | 53.8 |
| 1967-1968 | Virginia Tech | 14        | 11       | 56.0 |
| 1966-1967 | Virginia Tech | 20        | 7        | 74.1 |
| 1965-1966 | Virginia Tech | 19        | 5        | 79.2 |
| 1964-1965 | Virginia Tech | 13        | 10       | 56.5 |

## Defunció
Howie Shannon va morir de càncer de pulmó el 16 d'agost de 1995 a Plano, Texas.